# KTSF
KTSF（チャンネル26）は、アメリカ・カリフォルニア州サンフランシスコから認可を受けた多文化独立テレビ局で、サンフランシスコ・ベイエリアにサービスを提供している。リンカーン・ブロードキャスティング・カンパニー（Lincoln Broadcasting Company）が所有しており、ブリスベン南郊外のバレー・ドライブ（Valley Drive）にスタジオを構えている。ユニビジョンの直営放送局KDTV-DT（チャンネル14）とのチャンネル共有契約を通じて、この2つの放送局はアリソン山のアンテナからKDTV-DTのスペクトルを使用して送信する。2018年5月7日まで、KTSFの送信所はサンブルーノ山の頂上に設置されていた。

## 歴史

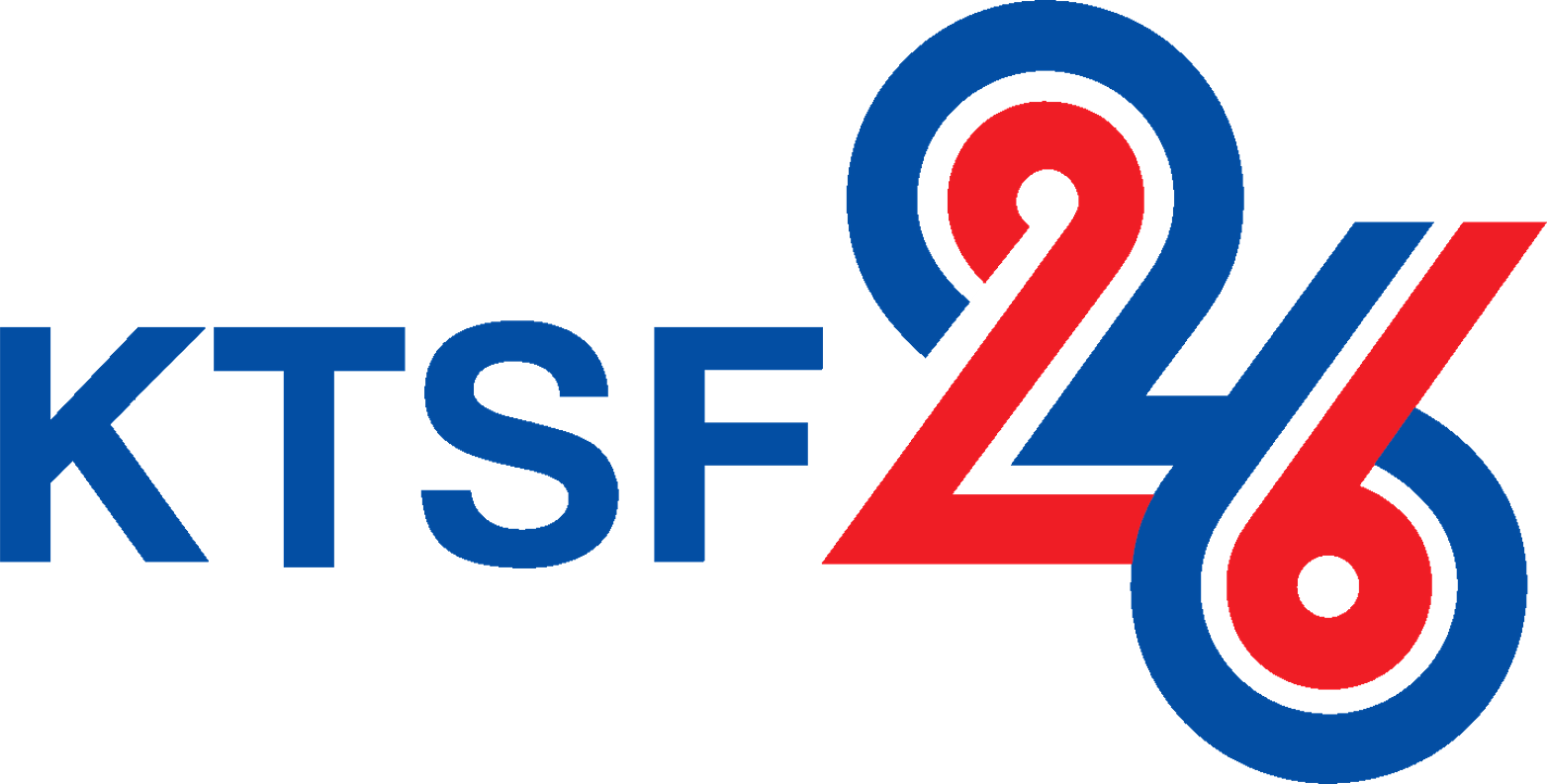
2016年12月までのKTSFの旧ロゴ

1965年、リリアン・リンカーン・ハウエル（Lillian Lincoln Howell）は、サンフランシスコの新しいテレビ局の放送ライセンスを発行された。ハウエルの目標は、当時既に放送されていたテレビ局がターゲットにしていなかった視聴者に番組を提供することであり、自身が掲げた使命は「十分なサービスを受けられていない人々に奉仕する」ことだった。放送局の建設には数年かかったが、1976年9月4日にKTSFが遂に放送を開始すると、1950年から1965年までの古いネットワーク外の番組、アニメ、英語吹き替えの実写番組、日中の古い映画、平日19:00と週末16:00以降のアジア番組を特徴とする総合エンターテインメント形式の放送が開始された。長年にわたり、サム・スピアーがホストを務める30分の競馬番組では、ゴールデンゲートフィールズまたはベイメドウズの毎日の結果の映像が配信され、2017年12月まで放送されていた。また、朝の時間帯に『PTLクラブ』や『主を讃えよ』などの宗教番組を放送していた。エンターテインメント番組には、『わんぱくデニス』、『ドナ・リード・ショー』、『ヘイゼル』、『いたずら天使』、『パパは何でも知っている』、「名犬ラッシー』、『海底少年マリン』、『ウルトラマン』、キングコングのアニメ、『The Space Giants』などがあった。当時、ベイエリアにある他の4つの独立放送局は、KTVU、KTZO（現：KOFY-TV）、KICU、KBHK（現：KBCW）を含む、一般的なエンターテインメントのスケジュールを持っていた。1981年までに日本のアニメ番組と実写番組は廃止され、元日に「-TV」という接尾辞も廃止された。ジェイ・ピーターソン（Jay Peterson）は、チャイナ・ベイシン・ビルディング（China Basin Building）内にスタジオを構える主要アナウンサーの一人だった。KTSFは、アジア言語の番組を放送した最初のアメリカの放送局でもあった。
1980年8月17日、平日夜間の中国語及びその他のアジアの番組を中止し、週末午後に移した。毎日19:00以降、サンフランシスコのサブスクリプション・テレビジョン（Subscription Television）が運営するSuper-Time（後のSTAR TV）と呼ばれるサブスクリプションテレビサービスを採用した。その初日の夜に提供された映画は、「大列車強盗」（1978 年）と「さらばキューバ」（1979 年）の2つだった。その信号はスクランブルされているように見え、サービスについて説明し、加入するための電話番号を提供する音声メッセージが再生された。デスクランブラーボックスをレンタルしてチャンネルを視聴することもできた。1983年、サンフランシスコのサブスクリプション・テレビジョンの親会社でボストンの同様のサービスの共同所有者であるサテライト・テレビジョン&アソシエイテッド・リソースが連邦破産法第7章を申請し清算された。STAR TVは別のサービスであるSelect TVに取って代わられたが、1984年末に運営会社のビジョン・エンタープライズ（Vision Enterprises）が破産を宣告し、連邦判事はKTSFに対し、未払い料金25万ドル以上を同局に番組を提供することを停止することを認めた。
1983年、ベイエリアの人口動態の変化を反映してアジアのコンテンツを拡大した。フィリピンや韓国からのベイエリアのアジア系人口の増加に伴い、タガログ語と韓国語のコンテンツの制作を開始し、インドとイランからの番組を含むようにスケジュールを拡大した。KTSFは毎日午後にこの番組を放送し始めた。Select TVが破綻したため、アジアの番組を夕方や夜間にも拡大した。サンフランシスコにはその形式を採用している他の4つの放送局があったという事実もあり、1985年に一般的な英語のエンターテインメント番組を廃止した。
KTSFの歴史における重要な一歩は、1987年にギャラップを雇用して、アメリカで初めて実施された中国語による消費者調査を実施した時に起こった。ギャラップの調査は、中国系アメリカ人市場が他の殆どのグループと同様に行動していることをアメリカの主流企業に実証した。例えば、中国人の大多数はバンク・オブ・アメリカやウェルズ・ファーゴなどの主流金融機関に銀行口座を持っていたが、中国資本の銀行に口座を持っていたのはほんの一部だった。大手食料品店チェーンは、品揃えが豊富で便利な立地にあるため、中国系アメリカ人の75%が毎週利用していた。この新しい調査により、KTSFは主流のアメリカ企業をアジア系アメリカ人市場に誘致することができた。
1987年にアニメーターのブライアン・クラーク（Brian Clark）がKTSFのオンエアアイデンティティパッケージを再デザインした時に、唯一のエミー賞にノミネートされ、受賞した。
1989年2月6日、アメリカ初の中国語の生放送ニュース番組を開始した。1990年代を通じて、H-1Bビザが導入されたことにより、アメリカ企業が他国から資格のある労働者を引き付けることが容易になった。ベイエリアでは中国、台湾、インドから多くの労働者がシリコンバレーに移住した。KTSFは北京語と南アジアの番組を拡大することで対応した。
2005年、KTSFはアメリカでニールセンと契約した最初のアジアの放送局となった。毎日の夜間視聴データを利用して、広告主がアジアの人口統計をより適切にターゲットできるよう支援することができた。2010年までに、北京語、広東語、台湾語、日本語、韓国語、ベトナム語、ヒンディー語、タガログ語を含む12の言語で番組を放送した。
2007年に、KTSFニュース部門は特集ユニットを追加して拡張された。一連の詳細なニュース特集と1時間のドキュメンタリーが年間を通じて予定されていた。主な話題には、香港返還10周年、中国のファッション産業、オリンピックのプレビュー、文化大革命40周年などが含まれた。
2008年、週刊ビジネス番組『Business and Lifestyle（ビジネス・アンド・ライフスタイル）』の放送が始まった。同番組では、金融、不動産、美容、健康、栄養といった業界の成功したビジネスプロフィールが特集された。また、ビジネスを成長させる方法や、初めてのビジネスオーナーにありがちな落とし穴を回避する方法について、実績のある起業家からのヒントも含まれている。
2010年、『Kaitlyn's Beauty Journal（ケイトリンズ・ビューティー・ジャーナル）』の放送が始まった。同番組は英語字幕付きの北京語で制作・放送され、人気美容ブロガーのクアンリン・ケイトリン・チェン（Kuan-Ling Kaitlyn Chen）がホストを務め、メイクアップの仕方のヒント、ヘアとネイルのケア方法、製品のレビューとテスト、最新のファッショントレンドを特集している。『Kaitlyn's Beauty Journal』はニューヨーク、ロサンゼルス、シアトル、ヒューストンで放送された。アメリカ国内の中国人全体の56.3％に届く可能性があった。
2012年に、KTSFは全国販売契約に基づいてSyncbak App上で開始された。
2014年、自社のローカルTVアプリをApple App StoreとGoogle Play Storeで開始し、リサーチと洞察を知らせ、広告の効果を促進するためにニールセン独自のモバイル測定ソフトウェアを完全に実装したが、これによりSyncbak Appは廃止された。
2016年2月1日、KTSFのメイン信号は4:3標準解像度（480i）から16:9高解像度（720p）にアップグレードされ、ローカル番組や広東語と北京語のニュース放送がワイドスクリーンで放送されるようになった。
2018年5月7日、KTSFの送信はサンブルーノ山からアリソン山に移動し、ユニビジョンの直営放送局（チャンネル14）と共有された。
2020年4月29日13:00、信号をUHFチャンネル20に移動した。再スキャン後、KTSFは26.1のままになる。
2021年2月1日、KTSFのローカルTVアプリは廃止され、「VUit」と呼ばれる無料のライブローカルTVストリーミングサービスに移行された。

## 番組
2006年2月13日から2019年12月27日まで、KTSFは中国語による電話での生トーク番組『Talk Tonight（トーク・トゥナイト）』を放送した。ゲストには、様々なエンターテインメント、政治家、スポーツ界の著名人が含まれている。2013年8月4日、『Talk Finance（トーク・ファイナンス）』というタイトルのローカルの中国語金融番組の制作を開始した。

### 中国語番組
自社制作ニュースに加え、KTSFは平日、中国中央電視台の11:00の『中國新聞（China News）』（かつては本来8:00、その後一部のシフトで8:30、その後補充番組として7:00）、台湾の正午の東森新聞（EBC News）（ライセンスが失効するまでは、旧：中天新聞（ZhongTian News））、ABS-CBNからフィリピンの『TVパトロール』など、海外テレビ局のニュース番組を放送している。過去には香港亜洲電視の『News Report』が放送されていたが打ち切りになった。金剛法師（Ching Kong Fa Shi）の『A Path to True Happiness（真の幸福への道）』は毎日13:30に生放送され、翌1:30に再放送される（かつては1:00）。大愛劇場（Da-Ai Dramas）も東森新聞の後に放送される。

### 日本語番組
KTSFは土・日曜日のプライムタイムに日本語番組を放送すると共に、平日には日本語の朝のニュース番組『FCIモーニングEYE』を放送した。フジテレビは土曜日夜の番組を提供し、東京テレビ（Tokyo Television Broadcasting Corporation）は「TTV」というブランドで日曜日夜の番組を提供した。フジテレビは1972年2月20日（KTSFが実際にデビューする前）から放送を開始していたが、東京テレビの番組は1976年9月4日の開局時にKTSFでデビューした。2011年12月までに、TTV番組はKCNSチャンネル38.4に移行した。
フジテレビによるKTSFの放映は2014年3月29日に終了した。それ以来、KTSFは日本語番組を放送していない。

### CMC on KTSF
平日の午後、KTSFはカリフォルニア・ミュージック・チャンネル『CMC California Music Channel（CMCカリフォルニア・ミュージック・チャンネル）』と『CMC Beat Lounge（CMCビート・ラウンジ）』の番組を放送した。また、『CMC Late Night（CMCレイト・ナイト）』として知られる土曜日夜に放送されるCMCの深夜版も放送した。34年を経て、2018年2月23日にCMCを廃止した。

### 南アジア番組
土曜日9:00から正午まで、KTSFは『Namaste America（ナマステ・アメリカ）』（2000年1月1日～2023年4月8日）、『Showbiz India（ショービズ・インディア）』（2000年1月8日～）、『India Waves Network（インディア・ウェーブス・ネットワーク）』を放送している（2019年12月28日～、2022年12月3日に30分に短縮され、2023年4月15日から1時間に戻った）。日曜日の正午にペルシャのバラエティ番組『Nima TV』（1989年～）を放送している。

## ニュース業務
KTSFは現在、毎週34時間、地元で制作されたニュース番組を放送している（平日：6時間半、土曜日：1時間半、日曜日：1時間）。ニュース放送は、特別番組のために、遅延または先取される場合がある。現在、広東語と北京語の両方でローカル・国際ニュース番組を毎日生放送しているアメリカ唯一のテレビ局である。KTSFは現在、両方の言語で繁体字中国語の字幕を利用している。クローズドキャプションはラテンアルファベットに基づく言語（英語やスペイン語など）でのみ利用できるため、オープンキャプションが使用される。
1989年2月6日にニュース部門を発足させ、アメリカ初の中国語の生テレビ番組として『Cantonese News（カントニーズニュース）』と『Mandarin News（マンダリンニュース）』を開始した。『Mandarin News』と、現在『トーク・トゥナイト』と名付けられている地元の北京語トーク番組を開始した。『Chinese News at 9』は当初21:00に30分間放送されたが、1993年9月27日に『Cantonese News』に改名され、その後1時間に延長され、20:00に戻り、最終的に2001年12月17日からは現在の19:00に放送された。『Chinese News at 8:45』は当初20:45から15分間放送されたが、1994年2月7日に『Mandarin News』に改名され、その後30分間に延長されて19:30の枠に戻った。2001年12月17日からは1時間に延長され、現在は22:00に放送されている。2020年3月16日の時点で、平日20:00の『News Talk Time（ニュース・トーク・タイム）』の後、平日20:30にさらに30分間の『Cantonese News』が放送される。『Talk Finance with Sau-Wing Lam（トーク・ファイナンス・ウィズ・サウ・ウィン・ラム）』は金曜日20:00から21:00まで広東語で放送される。2021年1月4日、同番組は月曜20:00から21:00という新たな時間で戻ってきた。2020年3月27日にデビューした『News Talk Time』と『Chinese News at 8:30』は金曜日にも放送されるようになった。
1989年2月11日から2006年3月18日まで、若干のスケジュールを変更しながら『Hong Kong Weekly News（香港ウィークリーニュース）』を放送した。同番組は2002年12月28日に17:30に移動され、2004年3月6日には17:00枠に戻った。現在は土曜日17:30に放送されている。2006年3月25日から広東語と北京語によるニュース番組の週末版の制作を開始したが、当初は土曜日に広東語、日曜日に北京語のみで放送されていた。当初は両日とも18:00から放送されていたが、2014年1月4日は19:00に変更された。2016年1月9日には、もう1つの大きな変更が発生し、広東語と北京語のニュース放送が、平日のニュース放送に合わせて土曜日と日曜日の19:00と22:00に放送されるようになった。平日のニュース番組とは異なり、週末のニュースは広東語と中国語で30分間放送される（平日は1時間）。
2016年10月17日、月曜日から金曜日の6:00から8:00まで、『KTSF Morning News（KTSFモーニングニュース）』と呼ばれる最初の広東語の朝のローカルニュースが10分ごとに頻繁に更新され、広東語で放送された。30分毎に交通情報や天気情報の最新情報を放送する典型的な中国の朝のニュース番組とは異なり、KTSFは朝のニュース番組を従来の朝のニュース番組として放送し、アメリカの殆どの朝のニュース番組と同様の形式でニュースを適応させ、広東語で放送される夕方のニュース番組に一般的な機能を保持している。かつては2ヶ月間、平日7:30から8:00まで『Mandarin Morning News（マンダリンモーニングニュース）』を放送していた。2020年5月15日以降、KTSFはニュース番組やその他の中国語番組の再放送を毎日放送している。2021年7月20日19:00、『Chinese News at 8』に代わって『Chinese News at 7』を30分延長しました。『Chinese News at 7』の延長放送に加え、『Chinese News at 8:30』も継続した。アメリカでの生放送は初めてで、視聴者数も同様となる。

## 技術情報

### サブチャンネル
デジタル信号は多重化されている。
| チャンネル | 解像度 | アスペクト比 | ショートネーム | 番組編成                |
| ---------- | ------ | ------------ | -------------- | ----------------------- |
| 26.1       | 720p   | 16:9         | KTSF           | メインKTSF番組          |
| 26.3       | 480i   | 16:9         | 26-3           | Sino TV（かつては28.4） |
| 26.5       | 480i   | 16:9         | Vietday        | Viet Today TV           |
| 26.6       | 480i   | 16:9         | VSTV           | Viet Shopping TV        |

KTSFはかつて、デジタルチャンネル26.2でNHKワールドを放送していた。同ネットワークは、2011年11月1日にKCNSデジタルサブチャネル38.4に移行した。2015年1月1日にKBSとKTSFが関係を終了するまで、かつてはデジタルチャンネル26.3でKBSワールドを放送していた。中国のテレビネットワークであるサブチャンネル26.4のICNは、かつてはニューヨークとロサンゼルスでも視聴できたが、2016年半ばに運営を停止した。インド系アメリカ人のネットワークであるDiya TVは、KTSFが新しいアンテナに移動し、DiyaがサウスベイのKAAP-LDチャンネル24を買収したことにより、2018年5月7日深夜に終了した。

### アナログからデジタルへの変換
KTSFのデジタル信号は2002年にUHFチャンネル27で開始された。連邦政府が義務付けたアナログテレビからデジタルテレビへの移行の一環として、2009年6月12日にUHFチャンネル26でのアナログ信号を停止した。デジタル信号は移行前のUHFチャンネル27に残り、PSIPを使用してKTSFの仮想チャンネルをデジタルテレビ受信機に26として表示した。2018年5月7日、KTSFのDTV送信所がオフになり、KTSF番組はアリソン山からKDTVによって放送される仮想チャンネルに移行された。